# Fibre afferenti
Le fibre afferenti (o nervi afferenti, meno appropriato nervi di senso) sono fibre che portano gli impulsi nervosi dai recettori sensoriali che si trovano in periferia verso il sistema nervoso centrale. Il termine contrario ad afferente è efferente.
Il contatto, o anche uno stimolo doloroso, ad esempio, viene percepito dal cervello solo dopo che le informazioni sono state trasmesse dai nervi afferenti. I neuroni afferenti, che li compongono, sono pseudounipolari e comunicano fra loro per mezzo di un interneurone. Sono composti da un solo lungo dendrite, un assone molto breve e un soma liscio e arrotondato. Il dendrite è strutturalmente e funzionalmente simile a un assone ed è mielinizzato. A ridosso del midollo spinale, migliaia di soma di neuroni afferenti si aggregano in un rigonfiamento noto come ganglio dorsale.
Un numero particolarmente alto di recettori può essere rintracciato nella cute, che presenta fra gli altri numerosi recettori del dolore.